# Ampit

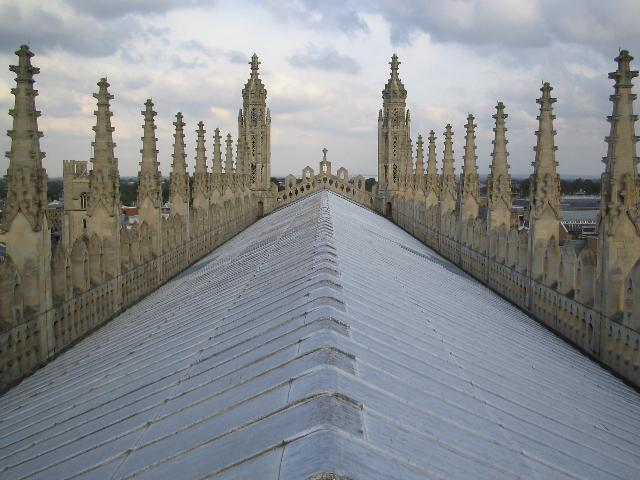
Els parapets flanquegen la coberta de la capella de King's College, Cambridge.

Un ampit, parapet, muralleta o catxapit és l'extensió de la paret a la vora d'un sostre, terrassa, balcó, passarel·la o una altra estructura similar. La paraula parapet prové en última instància del italià parapetto (parare "per cobrir / defensar" i petto "pit"). L'equivalent alemany Brüstung té el mateix significat. Quan s'estén per sobre d'un sostre, un parapet pot ser simplement la part d'una paret exterior que segueix per sobre de la línia de vora de la superfície del sostre, o pot ser la continuació d'un element vertical del sostre, com ara una paret de foc o una paret de festa. Els parapets van ser utilitzats originalment per defensar els edificis d'atacs militars, però avui dia s'utilitzen principalment com a baranes de protecció i per evitar la propagació dels incendis. A la Bíblia, els hebreus estan obligats a construir un parapet a la teulada de les seves cases per evitar que la gent caigui.

## Tipus

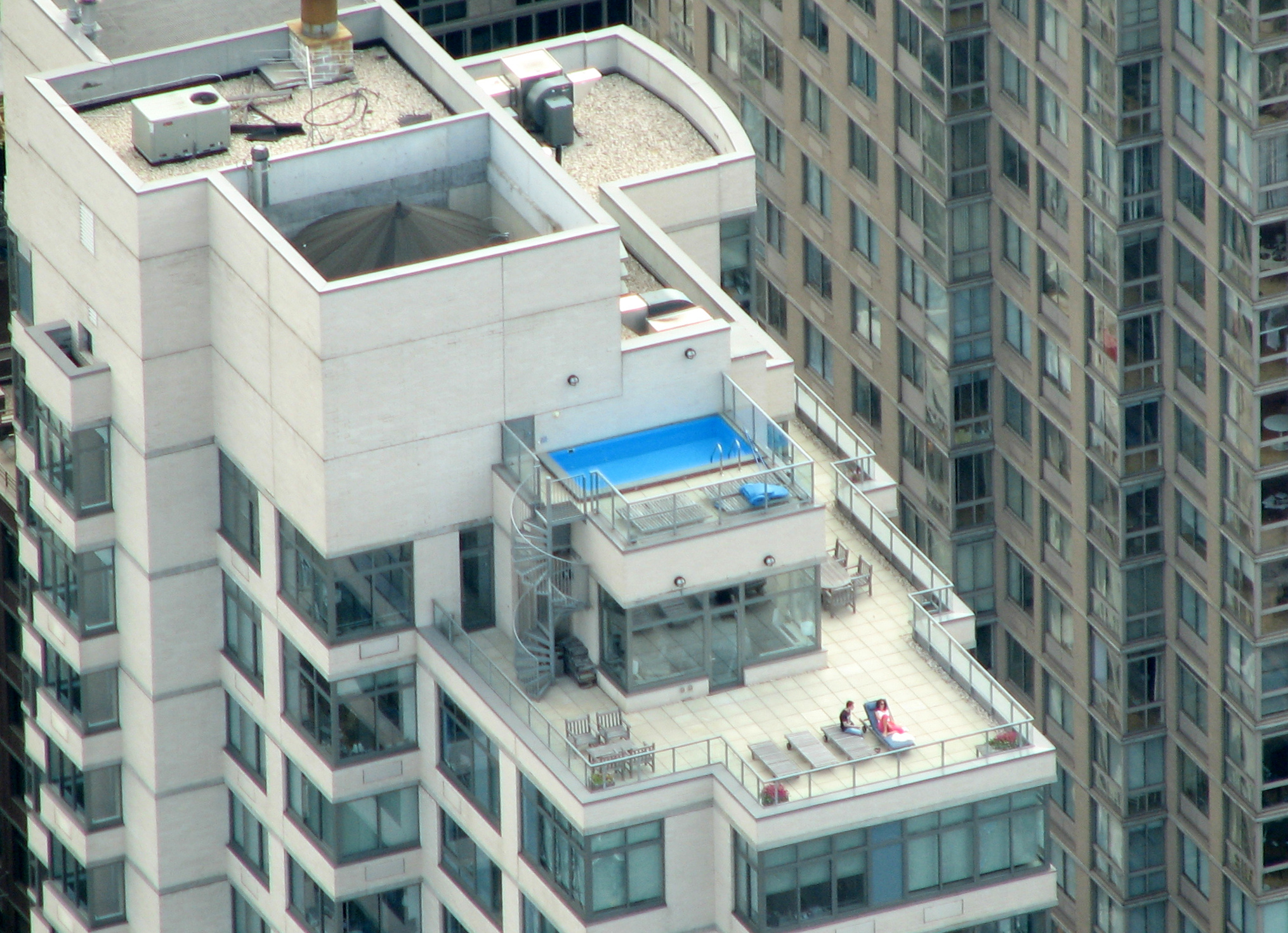
Un modern i transparent parapet envolta un terrat de la ciutat de Nova York.

- Els parapets simples són extensions ascendents de la paret, de vegades amb un cop de cap a la part superior i la vora inferior.[2]
- Els parapets amarrats poden ser revestits de panells, però són perforats, si no només com a dispositius estilístics, per al descàrrega de projectils defensius.
- Els parapets perforats són perforats en diversos dissenys, com ara cercles, trébol, o quatre volets.[2]
- Els parapets amb panells estan ornamentats per una sèrie de panells o quadrats, i més o menys enriquits, però no perforats. Són habituals en els períodes decorats i perpendiculars.[2]

## Història
Els ensenyaments de Moisès van prescriure parapets de les vores de les teulades per a les cases de nova construcció com a mesura de seguretat ( Deuteronomy:22:8-NIV).

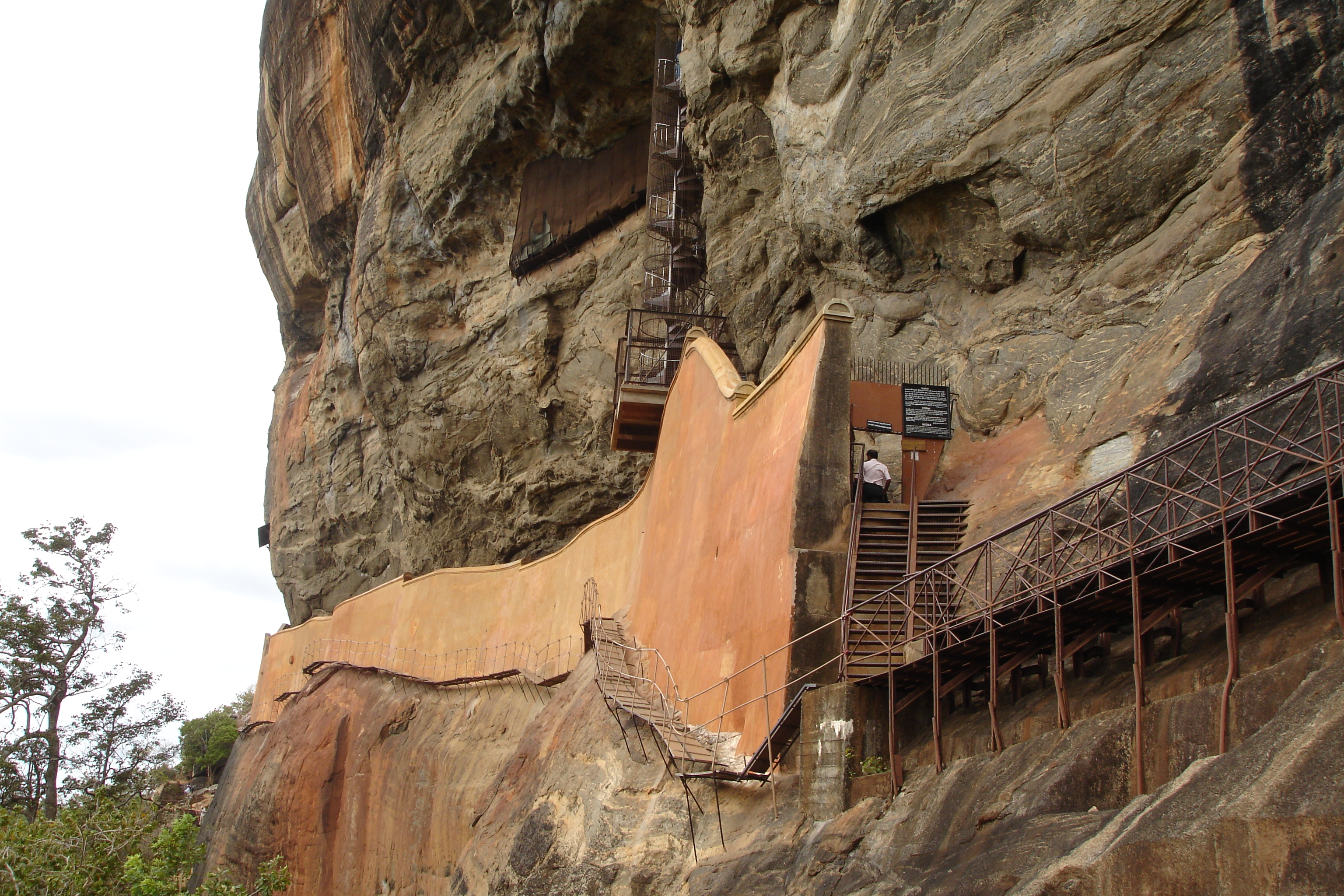
La paret del mirall a Sigiriya, Sri Lanka

La paret del mirall de Sigiriya, Sri Lanka, construïda entre el 477 i el 495 dC és un dels pocs murs de parapets protectors supervivents de l'antiguitat. Construït al costat de la roca Sigiriya, va recórrer una distància aproximada de 250 metres i va proporcionar protecció contra les inclemències meteorològiques. Avui només hi ha un centenar de metres d'aquesta paret, però les restes de maó i les ranures de la roca al costat occidental de la roca mostren clarament on hi havia la resta d'aquesta paret.

## Exemples
Els parapets que envolten les teulades són comuns a Londres. Això data de la Llei de construcció de 1707 que prohibia projectar ràfecs de fusta a les ciutats de Westminster i Londres com a risc d'incendi. En lloc d'això cal un parapet de maó 18 polzades, amb el sostre es troba darrere. Això es va continuar en moltes cases georgianes, ja que donava l'aspecte d'una teulada plana que concordava amb el desig de proporcions clàssiques.
Els parapets dels ponts i altres estructures de la carretera (com ara els murs de contenció) eviten que els usuaris caiguin allà on hi hagi una caiguda. També poden estar destinats a restringir els punts de vista, evitar que les escombraries passin a sota i que actuïn com a barreres de soroll. Els parapets de pont es poden fabricar amb qualsevol material, però s'utilitzen acer estructural, alumini, fusta i formigó armat. Poden ser de construcció sòlida o emmarcada. A les normes europees, els parapets es defineixen com una subcategoria de "sistemes de contenció de vehicles" o "sistemes de retenció de vianants".
Pel que fa a la fortificació, un parapet (o treball de pit) és una paret de pedra, fusta o terra a la vora exterior d'una paret defensiva o rasa que allotja els defensors. En els castells medievals, sovint eren cridats. En els forts posteriors de l'artilleria, els parapets solen ser més grans i més gruixuts. Es podrien dotar d'embrases per a les armes de la fortalesa per tirar endavant, i una banqueta o pas de foc perquè la infanteria defensora pogués disparar a la part superior. La part superior del parapet sovint descendeix cap a l'enemic per permetre als defensors disparar cap avall; aquesta inclinació s'anomena talus superior.
A śilpaśāstra, l'antiga ciència índia de l'escultura, un parapet es coneix com a hāra. Es pot afegir opcionalment a la construcció d'un temple. El hāra es pot decorar amb diversos pavellons en miniatura, segons el Kāmikāgama.